# Semi-conducteur

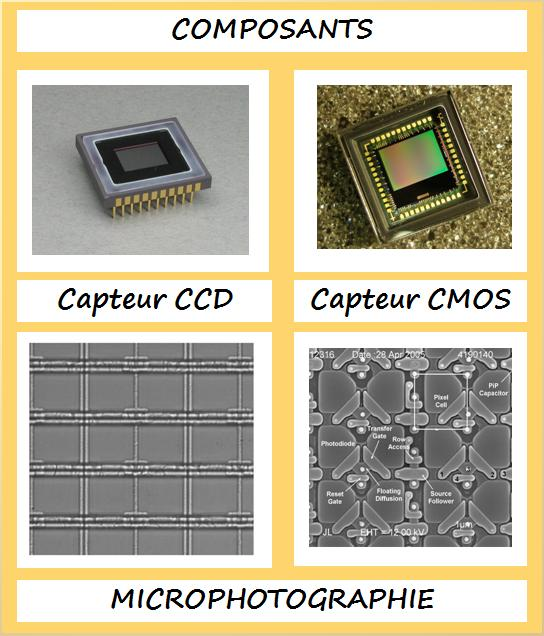
Capteurs électroniques à base de semi-conducteurs.

Un semi-conducteur est un matériau qui a les caractéristiques électriques d'un isolant, mais pour lequel la probabilité qu'un électron puisse contribuer à un courant électrique, quoique faible, est suffisamment importante. En d'autres termes, la conductivité électrique d'un semi-conducteur est intermédiaire entre celle des métaux et celle des isolants.

## Description
Le comportement électrique des semi-conducteurs est généralement modélisé, en physique de l'état solide, à l'aide de la théorie des bandes d'énergie. Selon celle-ci, un matériau semi-conducteur possède une bande interdite suffisamment petite pour que des électrons de la bande de valence puissent facilement rejoindre la bande de conduction. Si un potentiel électrique est appliqué à ses bornes, un faible courant électrique apparaît, provoqué à la fois par le déplacement des électrons et par celui des « trous » qu'ils laissent dans la bande de valence.
La conductivité électrique des semi-conducteurs peut être contrôlée par dopage, en introduisant une petite quantité d'impuretés dans le matériau afin de produire un excès d'électrons ou un déficit. Des semi-conducteurs dopés différemment peuvent être mis en contact afin de créer des jonctions, permettant de contrôler la direction et la quantité de courant qui traverse l'ensemble. Cette propriété est à la base du fonctionnement des composants de l'électronique moderne : diodes, transistors, etc.
Le silicium est le matériau semi-conducteur le plus utilisé commercialement, du fait de ses bonnes propriétés et de son abondance naturelle même s'il existe également des dizaines d'autres semi-conducteurs utilisés, comme le germanium, l'arséniure de gallium ou le carbure de silicium.

## Historique
- 1833 : Michael Faraday remarque l'augmentation du pouvoir conducteur de certains métaux lorsque l'on augmente la température, contrairement aux métaux classiques dont la résistivité augmente avec la température.
- 1839 : Edmond Becquerel découvre l'effet photovoltaïque. Il constate une différence de potentiel en éclairant le point de contact entre un conducteur et un électrolyte.
- 1879 : Effet Hall. Edwin Herbert Hall découvre une différence de potentiel dans le cuivre dans la direction perpendiculaire au courant et au champ magnétique.
- 1931 : Théorie moderne des semi-conducteurs. Alan Herries Wilson décrit les semi-conducteurs comme isolant à faible bande interdite.
- 1947 : John Bardeen, William Shockley et Walter Brattain découvrent l'effet transistor[1],[2].
- 1947 : Herbert Mataré et Heinrich Welker développent à Aulnay-sous-Bois, à la CFSW, le premier « transistor français » réellement opérationnel en même temps et indépendamment des travaux des chercheurs américains, entre 1945 et 1948.
- 1951 : Herbert Mataré fonde la première compagnie au monde à proposer sur le marché des diodes et des transistors : Intermetall à Düsseldorf.
- 1954 : Fabrication des premiers transistors en silicium par Gordon Teal de Texas Instruments[3].
- 1958 : Réalisation du premier circuit intégré par Jack Kilby de Texas Instruments[3].

## Structure électronique

### Principe de la structure en bandes

Schéma théorique établi selon la théorie des bandes d'énergie indiquant suivant les cas la position respective de la bande de valence et de la bande de conduction.

Le comportement des semi-conducteurs, comme celui des métaux et des isolants est décrit via la théorie des bandes. Ce modèle dispose qu'un électron dans un solide ne peut que prendre des valeurs d'énergie comprises dans certains intervalles que l'on nomme « bandes », plus spécifiquement bandes permises, lesquelles sont séparées par d'autres « bandes » appelées bandes d'énergie interdites ou bandes interdites.
Deux bandes d'énergie permises jouent un rôle particulier :
- la dernière bande complètement remplie, appelée « bande de valence » ;
- la bande d'énergie permise suivante appelée « bande de conduction ».

La bande de valence est riche en électrons mais ne participe pas aux phénomènes de conduction (pour les électrons). La bande de conduction, quant à elle, est soit vide (comme aux températures proches du zéro absolu dans un semi-conducteur) soit semi-remplie (comme dans le cas des métaux) d'électrons. Cependant c'est elle qui permet aux électrons de circuler dans le solide.
Dans les conducteurs (métaux), la bande de conduction et la bande de valence se chevauchent. Les électrons peuvent donc passer directement de la bande de valence à la bande de conduction et circuler dans tout le solide.
Dans un semi-conducteur, comme dans un isolant, ces deux bandes sont séparées par une bande interdite, appelée couramment par son équivalent anglais plus court « gap ». L'unique différence entre un semi-conducteur et un isolant est la largeur de cette bande interdite, largeur qui donne à chacun ses propriétés respectives.
Dans un isolant, cette valeur est si grande (aux alentours de 6 eV pour le diamant par exemple) que les électrons ne peuvent pas passer de la bande de valence à la bande de conduction : les électrons ne circulent pas dans le solide.
Dans les semi-conducteurs, cette valeur est plus petite (1,12 eV pour le silicium, 0,66 eV pour le germanium, 2,26 eV pour le phosphure de gallium). Si l'on apporte cette énergie (ou plus) aux électrons, par exemple en chauffant le matériau, ou en lui appliquant un champ électromagnétique, ou encore dans certains cas en l'illuminant, les électrons sont alors capables de passer de la bande de valence à la bande de conduction, et de circuler dans le matériau.

### Notion degapdirect,gapindirect

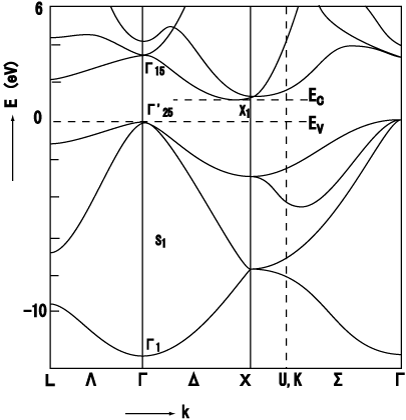
Structure de bande du silicium. Le minimum de la bande de conduction est situé sur l'axe Δ, en k ≠ 0, ce qui en fait un semi-conducteur à gap indirect.

On parle de semi-conducteur à gap direct lorsque le maximum de la bande de valence et le minimum de la bande de conduction se situent à des valeurs du nombre d'onde k proches sur le diagramme E (énergie) - k (nombre d'onde). Inversement, on parle de semi-conducteur à gap indirect lorsque le minimum de bande de conduction et le maximum de la bande de valence se situent à des valeurs distinctes du nombre d'onde k sur le diagramme E(k).
La famille des matériaux semi-conducteurs, isolant à bande interdite de l'ordre de 1 eV, peut ainsi être divisée en deux groupes : les matériaux à gap direct sont notamment la plupart des composés issus des colonnes III et V du tableau périodique des éléments chimiques, et les matériaux à gap indirect comprennent le silicium (colonne IV).
Le diagramme E(k) représente la dispersion énergétique d'un semi-conducteur. Il permet de définir spatialement les extrema des bandes de conduction et de valence. Ces extrema représentent, dans un semi-conducteur à l'équilibre, des domaines énergétiques où la densité de porteurs de type p pour la bande de valence et de type n pour la bande de conduction sont importantes.
Dans le cadre des applications en émetteur de lumière (interaction lumière/matière), on privilégie les matériaux à gap direct. En effet, les extrema de bandes étant situés à des valeurs de k semblables, la probabilité de recombinaison radiative des porteurs (rendement quantique interne) est supérieure grâce à la conservation de la quantité de mouvement (même nombre d'onde k).

### Caractéristique spécifique aux matériaux àgapdirect
Dans le domaine de l'opto-électronique, un paramètre essentiel à la compréhension des phénomènes de générations / recombinaisons de porteurs, est la notion de coefficient d'absorption. Celui-ci a deux caractères communs à l'ensemble des semi-conducteurs à gap direct. Il présente tout d'abord un comportement assimilable en première approximation à une marche d'escalier. Ainsi, pour une énergie incidente inférieure à l'énergie de bande interdite, le matériau est « transparent » au rayonnement incident, et le coefficient d'absorption est très faible. À partir d'une valeur proche de l'énergie de bande interdite, ce coefficient présente une valeur constante aux alentours de α ≈ 104 cm−1.
On parle ainsi de seuil d'absorption optique.

## Modification des caractéristiques électriques

### Semi-conduction intrinsèque
Un semi-conducteur est dit intrinsèque lorsqu'il est pur : il ne comporte aucune impureté et son comportement électrique ne dépend que de la structure du matériau. Ce comportement correspond à un semi-conducteur parfait, c'est-à-dire sans défaut structurel ou impureté chimique. Un semi-conducteur réel n'est jamais parfaitement intrinsèque mais peut parfois en être proche comme le silicium monocristallin pur.
Dans un semi-conducteur intrinsèque, les porteurs de charge ne sont créés que par des défauts cristallins et par excitation thermique. Le nombre d'électrons dans la bande de conduction est égal au nombre de trous dans la bande de valence.
Ces semi-conducteurs ne conduisent pas, ou très peu, le courant, excepté si on les porte à haute température.

### Dopage

#### Généralités
La formation des bandes interdites étant due à la régularité de la structure cristalline, toute perturbation de celle-ci tend à créer des états accessibles à l'intérieur de ces bandes interdites, rendant le gap plus « perméable ». Le dopage consiste à implanter des atomes correctement sélectionnés (nommés « impuretés ») à l'intérieur d'un semi-conducteur intrinsèque afin d'en contrôler les propriétés électriques.
La technique du dopage augmente la densité des porteurs à l'intérieur du matériau semi-conducteur. Si elle augmente la densité d'électrons, il s'agit d'un dopage de type N. Si elle augmente celle des trous, il s'agit d'un dopage de type P. Les matériaux ainsi dopés sont appelés semi-conducteurs extrinsèques.

#### DopageN
Le dopage de type N consiste à augmenter la densité en électrons dans le semi-conducteur. Pour ce faire, on inclut un certain nombre d'atomes riches en électrons dans le semi-conducteur.
Par exemple, dans un cristal de silicium (Si), chaque atome de silicium a quatre électrons de valence ; chacun de ces électrons formant une liaison covalente avec un électron de valence d'un des quatre atomes voisins. Pour doper ce cristal de silicium en N, on y insère un atome ayant cinq électrons de valence, comme ceux de la colonne V (VA) de la table périodique : le phosphore (P), l'arsenic (As) ou l'antimoine (Sb).
Cet atome incorporé dans le réseau cristallin présentera quatre liaisons covalentes et un électron libre. Ce cinquième électron, qui n'est pas un électron de liaison, n'est que faiblement lié à l'atome et peut être facilement excité vers la bande de conduction. Aux températures ordinaires, quasiment tous ces électrons le sont. Comme l'excitation de ces électrons ne conduit pas à la formation de trous dans ce genre de matériau, le nombre d'électrons dépasse de loin le nombre de trous. Les électrons sont des porteurs majoritaires et les trous des porteurs minoritaires. Et parce que les atomes à cinq électrons ont un électron supplémentaire à « donner », ils sont appelés atomes donneurs.

#### DopageP
Le dopage de type P consiste à augmenter la densité en trous dans le semi-conducteur. Pour le faire, on inclut un certain nombre d'atomes pauvres en électrons dans le semi-conducteur afin de créer un excès de trous.
Dans l'exemple du silicium, on inclura un atome trivalent (colonne III du tableau périodique), généralement un atome de bore. Cet atome n'ayant que trois électrons de valence, il ne peut créer que trois liaisons covalentes avec ses quatre voisins créant ainsi un trou dans la structure, trou qui pourra être rempli par un électron donné par un atome de silicium voisin, déplaçant ainsi le trou. Quand le dopage est suffisant, le nombre de trous dépasse de loin le nombre d'électrons. Les trous sont alors des porteurs majoritaires et les électrons des porteurs minoritaires.

### JonctionP-N
Une jonction P-N est créée par la mise en contact d'un semi-conducteur dopé N et d'un semi-conducteur dopé P. La jonction entraîne l'égalisation des niveaux de Fermi par décalage des bandes.
Si l'on applique une tension positive du côté de la région P, les porteurs majoritaires positifs (les trous) sont repoussés vers la jonction. Dans le même temps, les porteurs majoritaires négatifs du côté N (les électrons) sont attirés vers la jonction. Arrivés à la jonction, soit les porteurs se recombinent (un électron tombe dans un trou) en émettant un photon éventuellement visible (DEL), soit ces porteurs continuent leur course au travers de l'autre semi-conducteur jusqu'à atteindre l'électrode opposée : le courant circule, son intensité varie en exponentielle de la tension.
Si la différence de potentiel est inversée, les porteurs majoritaires des deux côtés s'éloignent de la jonction, bloquant ainsi le passage du courant à son niveau. Ce comportement asymétrique est utilisé notamment pour redresser le courant alternatif.
La jonction P-N est à la base du composant électronique nommé « diode », qui ne permet le passage du courant électrique que dans un seul sens. De manière similaire, une troisième région peut être dopée pour former des doubles jonctions N-P-N ou P-N-P qui forment les transistors bipolaires. Dans ce cas-là, les deux semi-conducteurs de même type sont appelés « émetteur » et « collecteur ». Le semi-conducteur situé entre l'émetteur et le collecteur est appelé « base » ; il a une épaisseur de l'ordre du micromètre. Lorsqu'on polarise la jonction émetteur-base en direct, celle-ci est passante alors que la jonction base-collecteur est bloquée. Cependant la base est assez fine pour permettre aux nombreux porteurs majoritaires injectés depuis l'émetteur (fortement dopé) de la traverser avant d'avoir le temps de se recombiner. Ils se retrouvent ainsi dans le collecteur, produisant un courant contrôlé par ce courant de base.

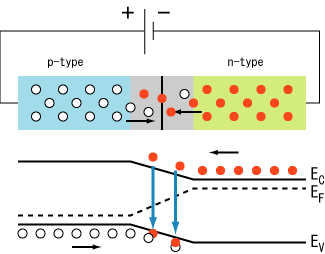
Jonction P-N en polarisation directe.
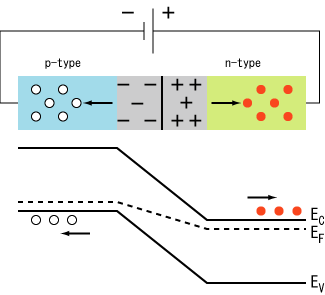
Jonction P-N en polarisation inverse.

## Recherche
En septembre 2009, l'Union européenne a lancé son programme IMPROVE (pour Implementing Manufacturing Science Solutions to Increase Equipment Productivity and Fab Performance). Premier projet de recherche européen visant une meilleure efficacité dans l'industrie des semi-conducteurs, il était doté de 37,7 millions d'euros. Ce partenariat public-privé associait des producteurs européens de semi-conducteurs à de grands instituts de recherche, universités et producteurs de logiciels (trente-cinq partenaires en tout en 2009).
Le programme était en place pour durer pendant 36 mois (finalement ouvert pendant 3,5 ans), avec trois thèmes principaux :
1. Mesure virtuelle (Virtual Metrology) ;
2. Maintenance anticipée (Predictive Maintenance) ;
3. Planification du contrôle adaptatif (Adaptive Control Planning).

## Industrie
Depuis le début du XXIe siècle, le marché des semi-conducteurs s'accroît de façon quasi-continue.
En 2020, les entreprises américaines produisent 48 % des puces dans le monde, mais les 70 usines situées aux États-Unis ne représentent que 12 % de la fabrication mondiale de semi-conducteurs, contre 37 % en 1990. Le marché américain étant à cette date de 208 milliards de dollars pour 250 000 emplois directs.
En 2021, au premier trimestre le marché mondial de la production de puces est estimé à 101 milliards d'euros. 75 % de la fabrication mondiale de puces est concentrée en Asie de l'Est. La Chine, partie en 1990 de presque rien, produit en 2019 environ 12 % de la production mondiale, et devrait devenir leader mondial d'ici 2030 (avec 24 % du marché, grâce à des subventions gouvernementales estimées à cent milliards de dollars).
Fin août 2022, Joe Biden signe le Chips Act, un plan d'investissement de 52 milliards de dollars dans l'industrie américaine des microprocesseurs avec pour objectif d'encourager la production des puces électroniques sur le sol américain.
En 2024, Taïwan produit à elle seule plus de 60 % des semi-conducteurs dans le monde.

### Monde
| Pays                 | Pourcentage |
| -------------------- | ----------- |
| Chine                | 12,0        |
| Corée du Sud         | 26,6        |
| Singapour            | 6,5         |
| Japon                | 16,3        |
| Taiwan               | 22,9        |
| Europe (hors Russie) | 2,8         |
| États-Unis           | 12,0        |
| Israël               | 0,8         |

| Entreprise         | 1987  | 1995   | 2001   | 2003   | 2006   | 2010   | 2013   | 2015   | 2019   | 2021   |
| ------------------ | ----- | ------ | ------ | ------ | ------ | ------ | ------ | ------ | ------ | ------ |
| Samsung            |       | 8 329  | 5 240  | 9 675  | 19 842 | 27 834 | 33 456 | 41 606 | 55 610 | 83 058 |
| Intel              | 1 491 | 13 172 | 23 540 | 27 036 | 31 542 | 40 394 | 46 960 | 50 305 | 69 832 | 75 550 |
| SK Hynix           |       |        | 2 370  | 3 071  | 7 865  | 10 380 | 13 335 | 16 917 | 22 886 | 37 267 |
| Micron Technology  |       | 2 601  | 2 450  | 3 418  | 5 210  | 8 876  | 14 168 | 16 720 | 19 960 | 30 087 |
| Texas Instruments  | 2 127 | 7 831  | 6 050  | 7 850  | 12 600 | 12 944 | 11 379 | 12 166 | 13 547 | 16 904 |
| Toshiba/Kioxia     | 3 029 | 10 077 | 6 070  | 7 571  | 10 141 | 13 010 | 12 459 | 11 040 | 11 276 | 12 132 |
| SGS-Thomson/STM    | 851   | 3 554  | 6 360  | 7 238  | 9 854  | 10 346 | 7 384  | 8 076  | 9 456  | 12 574 |
| Siemens/Infineon   | 657   | 3 062  | 4 560  | 7 109  | 5 119  | 6 319  | 5 938  | 8 096  | 8 946  | 13 616 |
| Philips/NXP        | 1 602 | 3 901  | 4 410  | 4 512  | 5 874  | 4 028  | 4 658  | 5 647  | 8 857  | 10 715 |
| Sony               | 571   | 1 878  | 2 730  | 3 508  | 4 852  | 5 224  | 4 394  | 5 292  | 9 552  |        |
| Renesas            |       |        |        | 7 971  | 7 900  | 11 893 | 7 822  | 7 307  |        |        |
| Motorola/Freescale | 2 434 | 8 732  | 4 830  | 4 629  | 5 988  | 4 465  | 3 958  | 4 548  |        |        |
| National           | 1 506 | 2 408  |        |        |        |        |        |        |        |        |
| AMD*               | 986   |        | 3 890  | 3 939  | 7 506  |        |        |        |        |        |
| NEC                | 3 368 | 11 314 | 4 800  | 5 250  | 5 679  |        |        |        |        |        |
| Hitachi            | 2 618 | 9 137  | 3 750  |        |        |        |        |        |        |        |
| Mitsubishi         | 1 492 | 5 272  | 3 870  |        |        |        |        |        |        |        |

NB* : en octobre 2008, AMD annonce s'orienter vers le fabless, et se sépare de sa fonderie en 2009 qui devient GlobalFoundries.
| Entreprise          | 2005  | 2008   | 2010   | 2013   | 2017   |
| ------------------- | ----- | ------ | ------ | ------ | ------ |
| TSMC                | 5 217 | 10 556 | 13 332 | 19 850 | 32 040 |
| GlobalFoundries     |       |        | 3 520  | 4 261  | 5 407  |
| UMC                 | 3 259 | 3 400  | 3 824  | 3 959  | 4 898  |
| SMIC                | 1 171 | 1 354  | 1 554  | 1 973  | 3 099  |
| Tower Semiconductor |       |        | 509    | 509    | 1 388  |
| Vanguard ISC        | 353   | 511    | 505    | 713    | 817    |
| Dongbu              | 347   | 490    | 512    | 570    | 676    |
| Chartered           | 1 132 | 1 743  |        |        |        |

### Union européenne
La crise liée à la pandémie de Covid-19 a souligné la dépendance de l'industrie européenne aux semi-conducteurs fabriqués en Asie. En effet, la pénurie qui s'est ensuivie a freiné grandement la production des pays membres de l'Union européenne.
Le 8 février 2022, la Commission européenne a proposé de débloquer 43 milliards d'euros pour réduire sa dépendance envers l'Asie. « Nous nous sommes fixé l’objectif d’avoir 20 % du marché mondial en 2030 » avait déclaré à l'occasion, la présidente Ursula von der Leyen.
Le 1er février 2023, le groupe américain Wolfspeed et l'équipementier allemand ZF annoncent la construction à Endsdorf dans la Sarre de « la plus grande usine au monde » pour produire des puces en carbure de silicium. Après les projets d'Infineon à Dresde et d'Intel à Magdebourg, c'est le troisième projet d'usine de semi-conducteurs en Allemagne.

### France
Les principales entreprises de production de composants en semi-conducteurs présentes en France sont [Quand ?] :
- Altis Semiconductor (Corbeil-Essonnes) ; X-FAB depuis 2016 ;
- Atmel (Saint-Quentin-en-Yvelines, Saint-Égrève) ;
- Intel (Toulouse - centre de Recherche et développement, Paris) ;
- Ipdia (Caen) ;
- MHS Electronics (Nantes, ex-Atmel)[15] ;
- NXP Semiconductors (Rennes, Sophia-Antipolis, Le Mans, Caen) ;
- ON Semiconductor (Toulouse) ;
- STMicroelectronics (Grenoble, Crolles, Tours, Rousset, Rennes, Paris) ;
- Soitec (Bernin) Elle n'est pas à proprement parler une entreprise de composants, elle produit le substrat en SOI qui permet la fabrication de certains de ces composants ;
- United Monolithic Semiconductor (Villebon-sur-Yvette).

#### Domaines englobants
- Variable range hopping
- Chimie du solide
- Composition informatique
- Conduction électrique dans les oxydes cristallins
- Électronique
- Ingénierie électronique
- Physique du solide

#### Circuits semi-conducteurs
- Transistor
- Circuit intégré
- Diode
- Microprocesseur
- Microcontrôleur
- Thermistance
- Cellule photovoltaïque

#### Matériaux semi-conducteurs
- Liste de matériaux semi-conducteurs
- Semi-conducteur à large bande
- Semi-conducteur organique
- Nitrure de bore
- Diamant
- Arséniure de gallium
- Arséniure de gallium-aluminium
- Phospho-arséniure de gallium
- Nitrure de gallium
- Carbure de silicium
- Germanium
- Phosphure d'indium
- Silicium
- Silicium-germanium
- Nanocristal

et peut-être les nanotubes de carbone

#### Divers
- Fabrication des dispositifs à semi-conducteurs
- Spintronique
- Dopage (semi-conducteur)
- Liste de matériaux semi-conducteurs

#### Concepts
- Théorie des bandes (bande de valence, bande de conduction, bande interdite)
- Masse effective
- Effet tunnel
- Exciton
- Trou d'électron